# Lyonsia pugetensis
Lyonsia pugetensis är en musselart som beskrevs av Dall 1913. Lyonsia pugetensis ingår i släktet Lyonsia och familjen Lyonsiidae. Inga underarter finns listade i Catalogue of Life.